# フランクフルト市電P形電車
P形は、かつてドイツのフランクフルト・アム・マインの路面電車であるフランクフルト市電および同都市の地下鉄であるフランクフルト地下鉄に導入された電車。双方の線形条件に対応した車両として開発され、後年には全車両が各種改造を受けPt形もしくはPtb形へと形式名が変更された。一部車両はドイツ国外の都市に譲渡されている。

## 概要
1960年代、フランクフルト・アム・マインでは従来の路面電車（フランクフルト市電）に加え、同規格の地下路線であるフランクフルト地下鉄の整備が進められていた。当時のフランクフルト市議会は市電を地下鉄へ転換する方針を打ち出していたが、一方で市電には第二次世界大戦以前から製造されていた2軸車が多く残存しており、老朽化に加えて複数の乗務員が必要となる連結運転も運用コスト面で課題となっていた。そこで、これらの置き換えに加えて将来的な転換を前提とした市電と地下鉄双方の規格に適した新型電車の導入が決定し、1970年にフランクフルト市議会で計100両の導入計画が承認された。これに基づき、デュワグによって製造が実施されたのがP形電車である。
フランクフルト市電とフランクフルト地下鉄は車両限界が異なるため、従来の路面電車車両がそのまま乗り入れた場合プラットホームと車両の間に空間が生じる一方、地下鉄の車両が路面電車路線を走行する事も不可能であった。そこでP形は、車体幅をフランクフルト市電に合わせた2,350 mmとした一方、床上高さは地下鉄車両のプラットホームの高さに合わせた960 mmに設計された。また、乗降扉下部には路面電車と地下鉄双方の規格に合わせた可動式のステップが設置され、地下鉄区間ではプラットホームと車両の間を埋めるステップにより段差なく乗降が可能であった一方、路面電車区間では2段のステップを介する必要があった。
編成は終端にループ線が存在しない地下鉄に合わせた両運転台式の3車体連接車で、車体デザインは従来のデュワグ製の連接車（デュワグカー）から変更され直線的なものとなった。折戸式の乗降扉は前後車体のみに存在し、運転台直後は1枚、中間車体との連接部付近は2枚設置されていた。車体の両端に設置され、1基の主電動機が搭載された動力台車という構造は従来のデュワグ製連接車と同一で、制御装置も抵抗制御方式が用いられたが、接触器には電磁開閉器が初めて採用された。電気機器はシーメンス、制動装置はクノールブレムゼ製の部品が使われた。
また、P形は車体上半分をオレンジ色、下半分をライトアイボリー、下部をベージュグレーとした新塗装が採用された最初の車両であり、従来のクリーム色を基本としたものに代わりフランクフルト市電における標準塗装となった。ただし、その後1990年代に再度標準塗装が青緑色（ターコイズブルーグリーン）一色塗りに変更されたため、多くの車両はこちらの塗装へ塗り替えられた
。

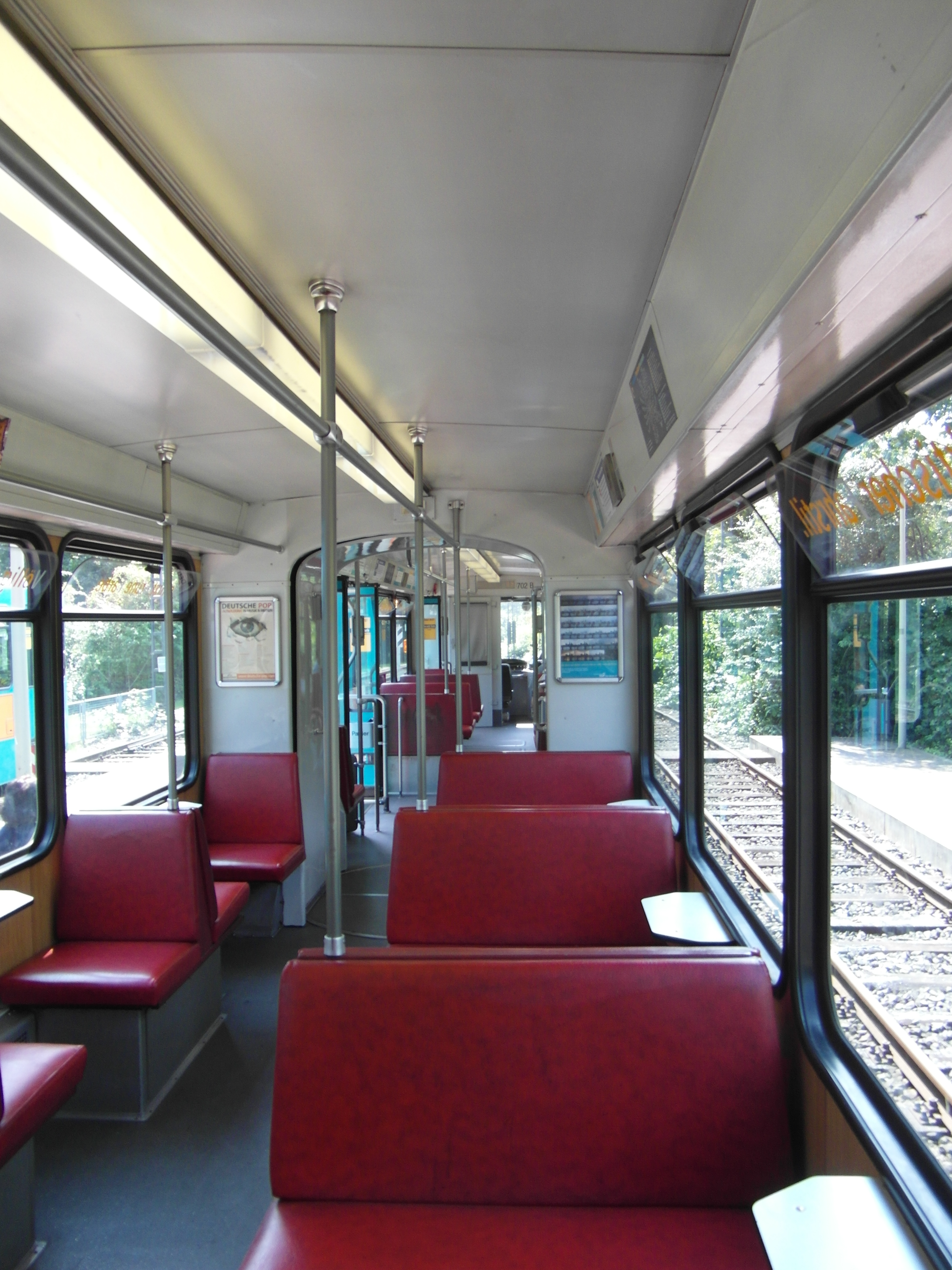
車内（Ptb形）
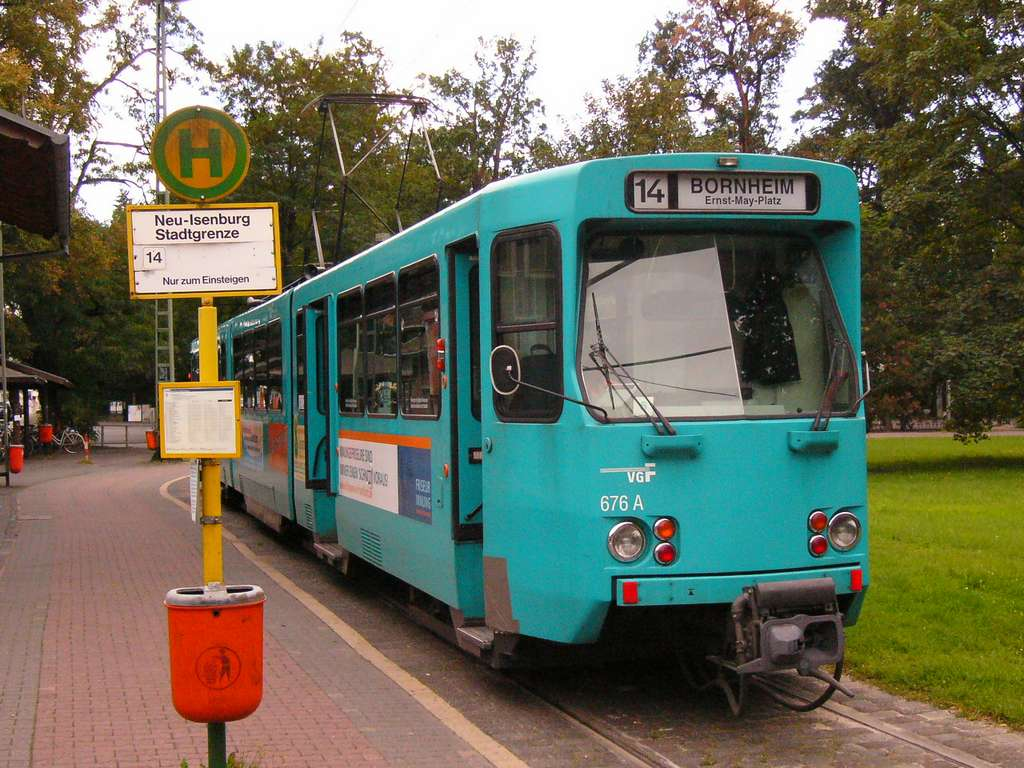
路面電車の電停や低床式プラットホームの駅では乗降扉下部のステップが展開した（2007年撮影）
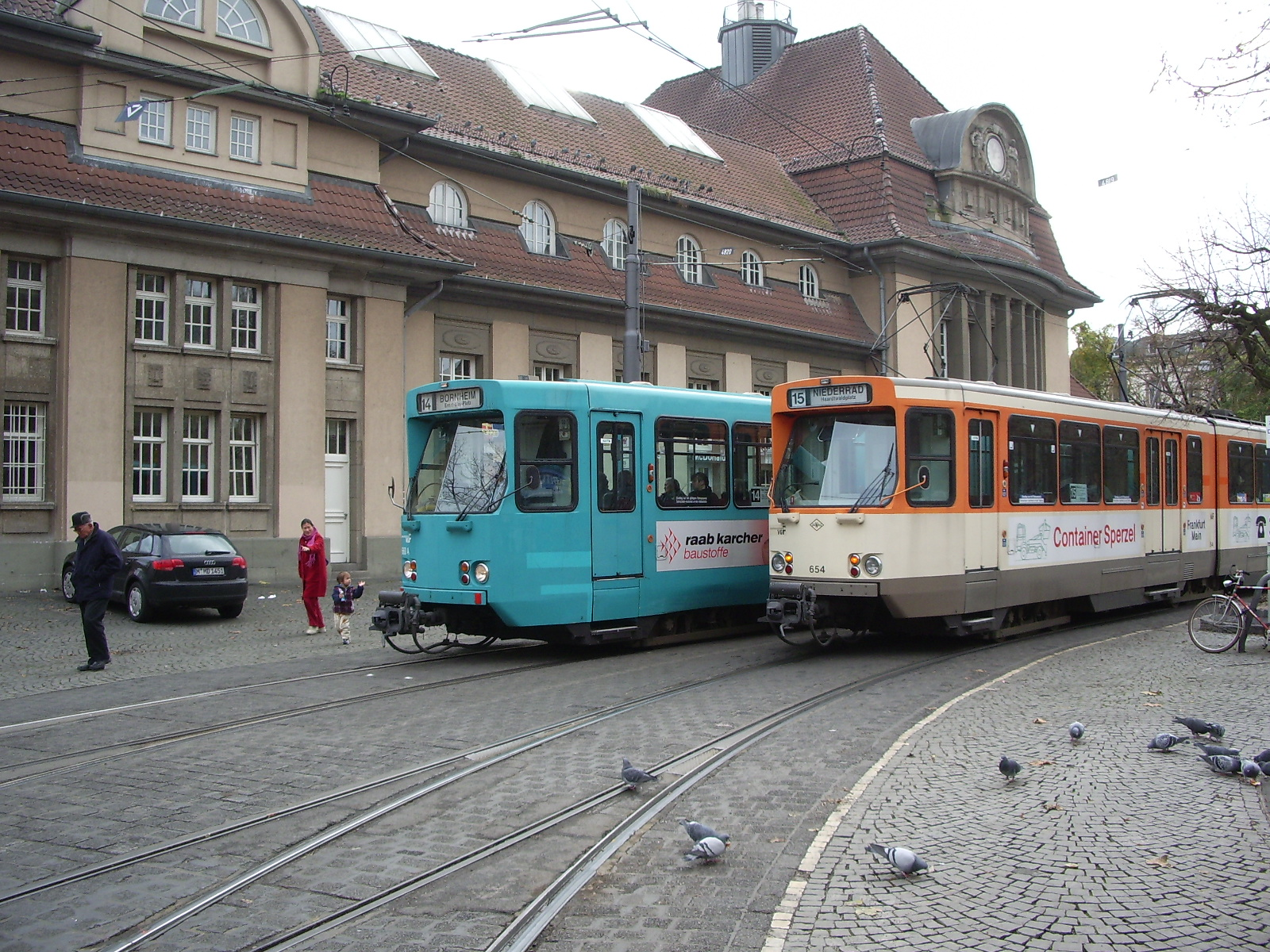
新旧塗装（左：新塗装、右：登場時の塗装）（2005年撮影）

## 運用

### Pt形への形式変更
P形は予算面から複数の段階に分けて導入する事となり、最初の車両となった651は1972年2月にフランクフルトに到着した後、試運転を経て同年5月28日から営業運転を開始した。これを含めた1次車30両（651 - 680）は前述した通り地下鉄と路面電車双方に適したステップが搭載されていた一方、1973年製の2次車36両（681 - 716）、1977年 - 1978年製の3次車34両（717 - 750）については路面電車区間での運用を前提としていた事から地下鉄用のステップが設置されていなかった。これに伴い、1次車については地下区間へ対応した仕様（tunnelgängig）である事を示すため「Pt形」に形式名が変更された。
その後、地下鉄区間が延伸される中で財政面の影響で新造車両の導入が一時的に抑制された事を受け、路面電車区間のみに対応したP形のまま使用された2次車・3次車についてもPt形へ改造される事となり、1984年 - 1986年に3次車が、1992年には2次車が改造を受けた事により、同年をもってP形は形式消滅した。

### Ptb形への改造

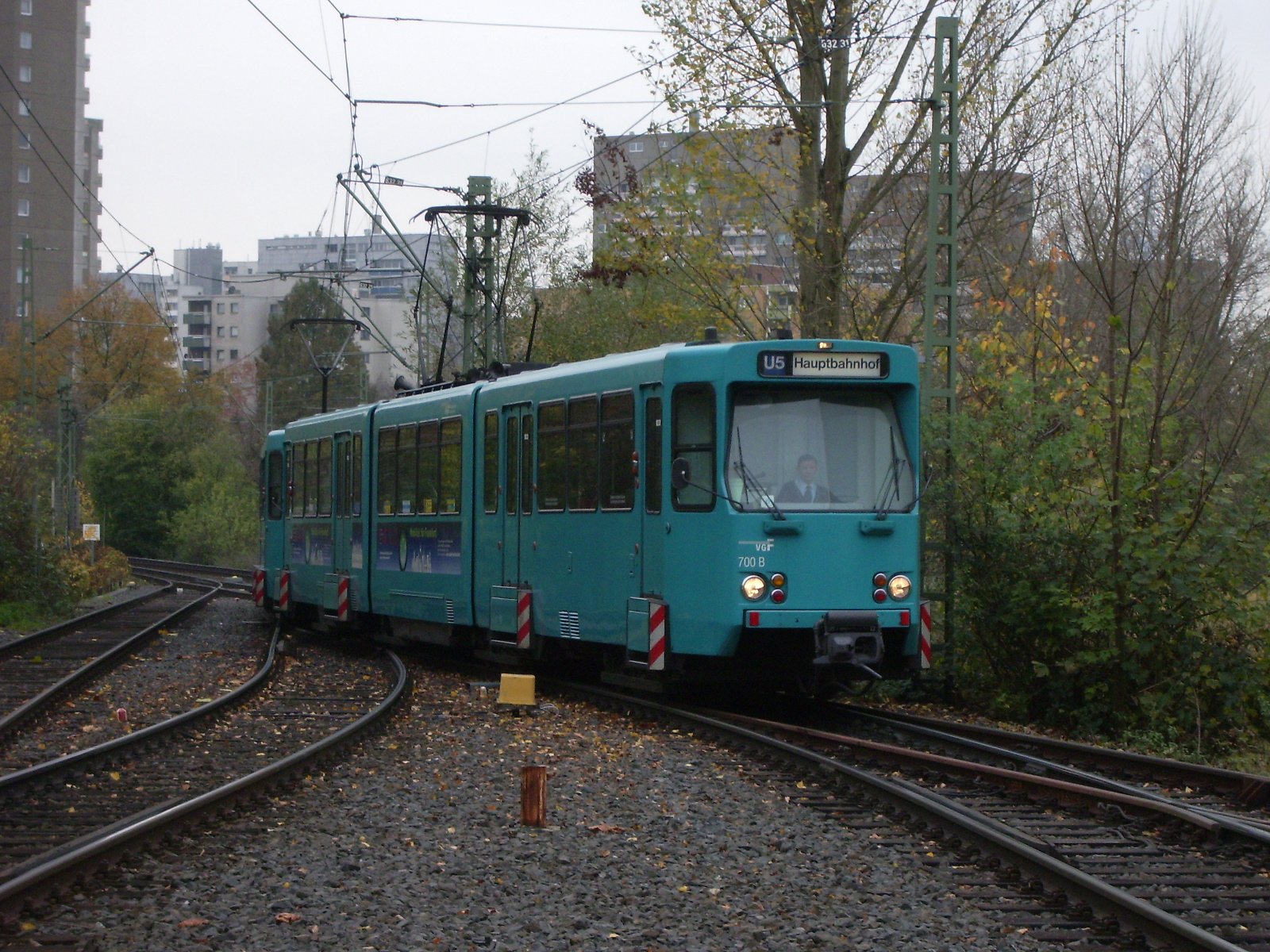
Ptb形（新塗装）
（2005年撮影）

前述のとおりPt形は地下鉄区間に対応したステップが搭載されていたが、製造当初から地下鉄専用に導入された車幅2,650 mmの電車と比べると車両限界が小さく、1980年には地下鉄用車両が用いられるU4号線が開通した事でPt形が専用で使用されていたU5号線の区間が短縮される事態が起きた。そのため利用客は乗り換えを強いる事となり、不便が生じていた。この状況を改善するため、1998年にPt形のうち27両に対して乗降扉下部に幅300 mm程の大型ステップが設置され、乗降扉部分の車幅を地下鉄用車両と合わせる工事を受けた。これらの車両はドイツ語で「広幅」もしくは「ワイド」を意味する「breit」の頭文字から「Ptb形」へと形式が変更された。その後、1999年にも32両が追加で改造を受けた一方、残りの41両（Pt形）については地下鉄区間での運用から撤退し、フランクフルト市電のみの運行となった。

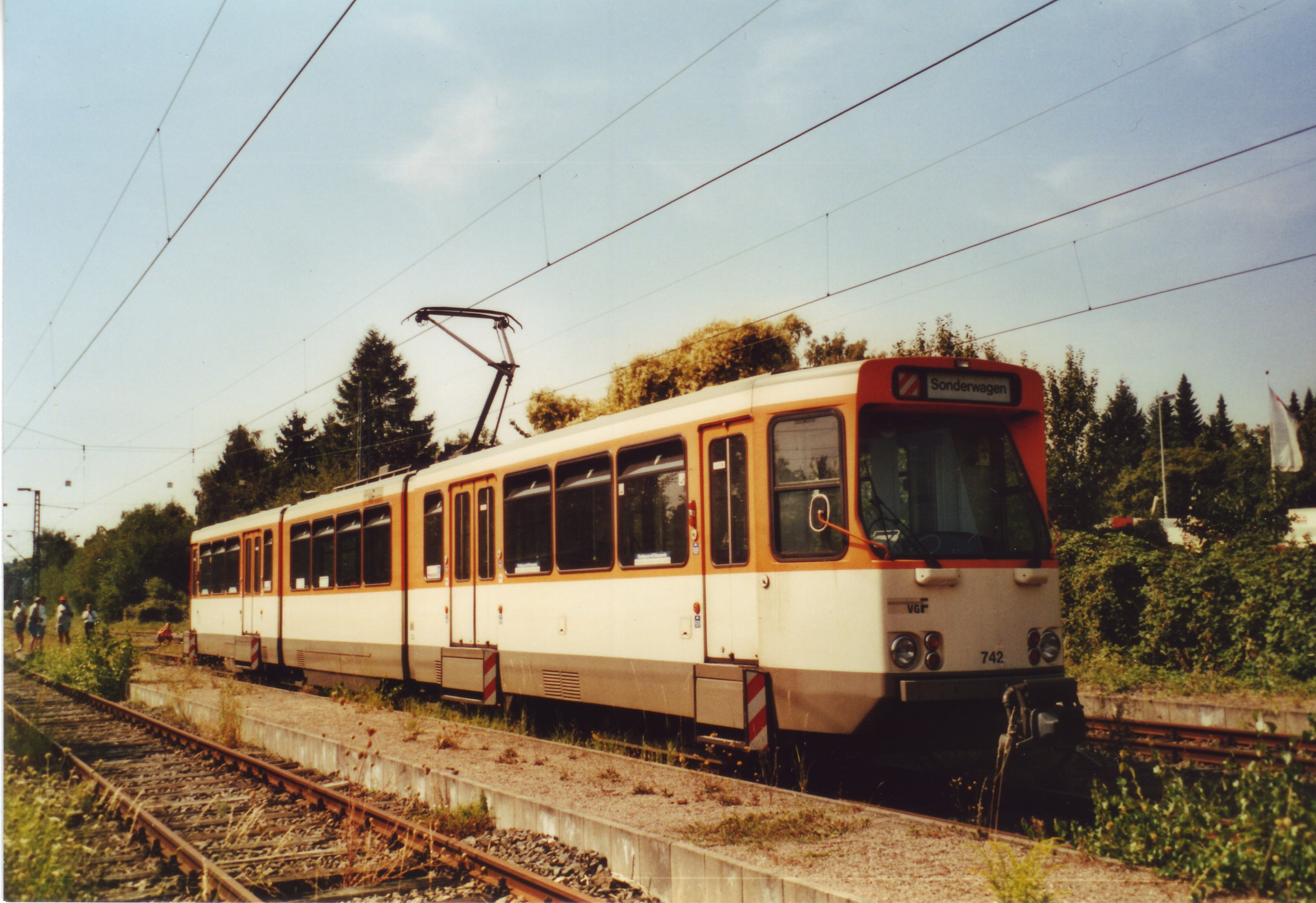
Ptb形（登場時の塗装）（2005年撮影）
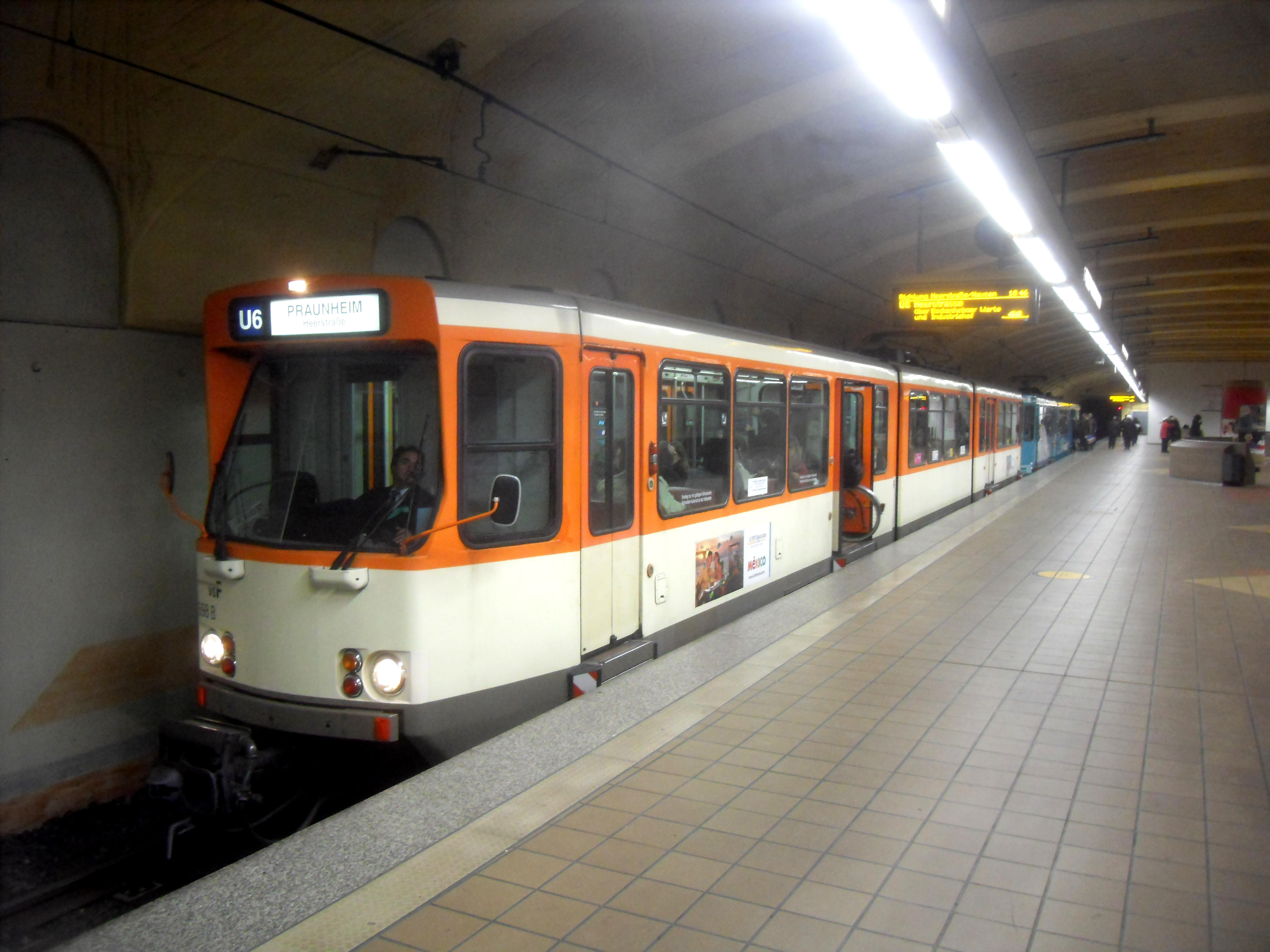
地下駅に停車するPtb形（登場時の塗装）（2009年撮影）
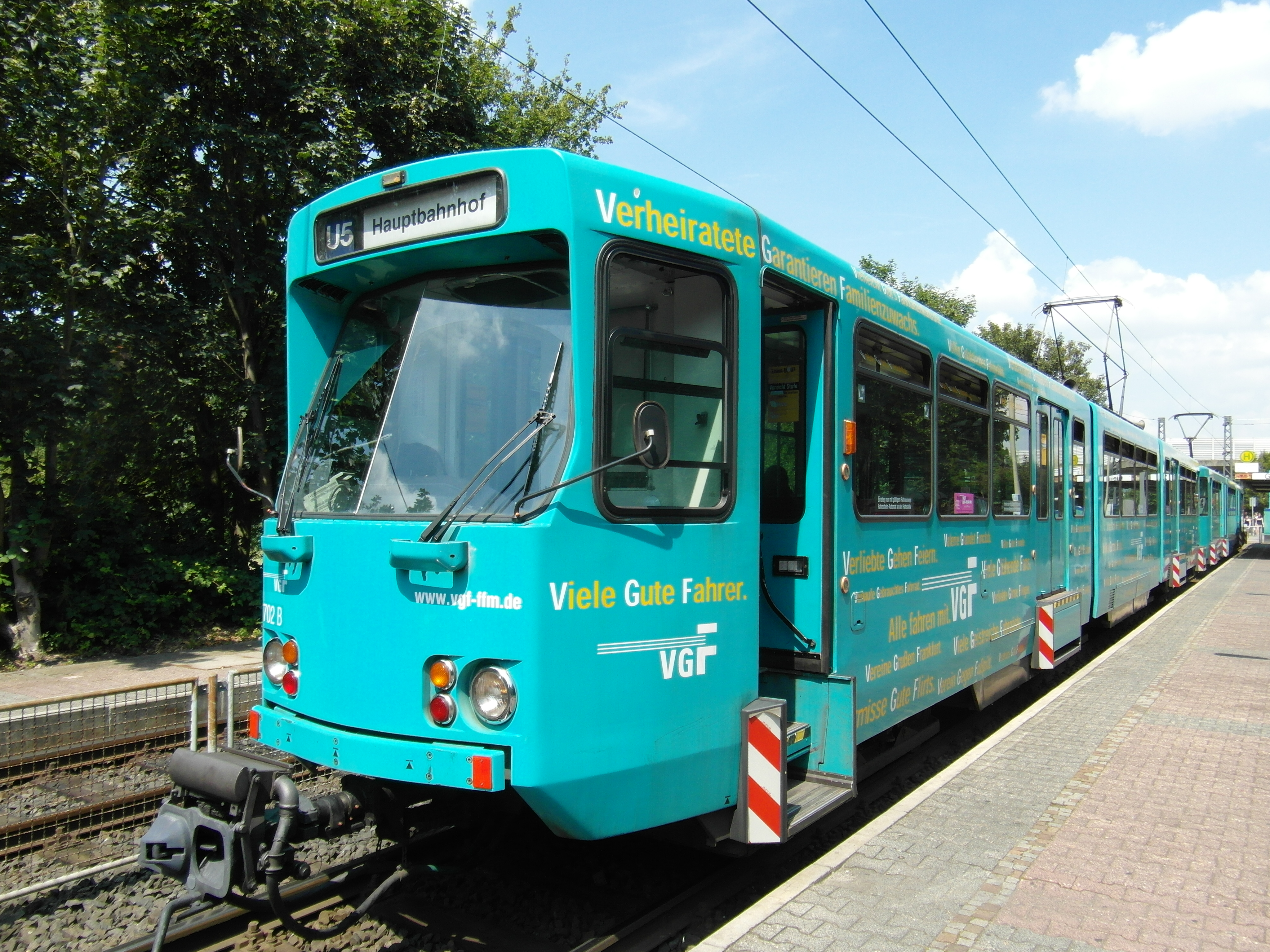
低床式プラットホームの駅に停車するPtb形（新塗装）（2014年撮影）
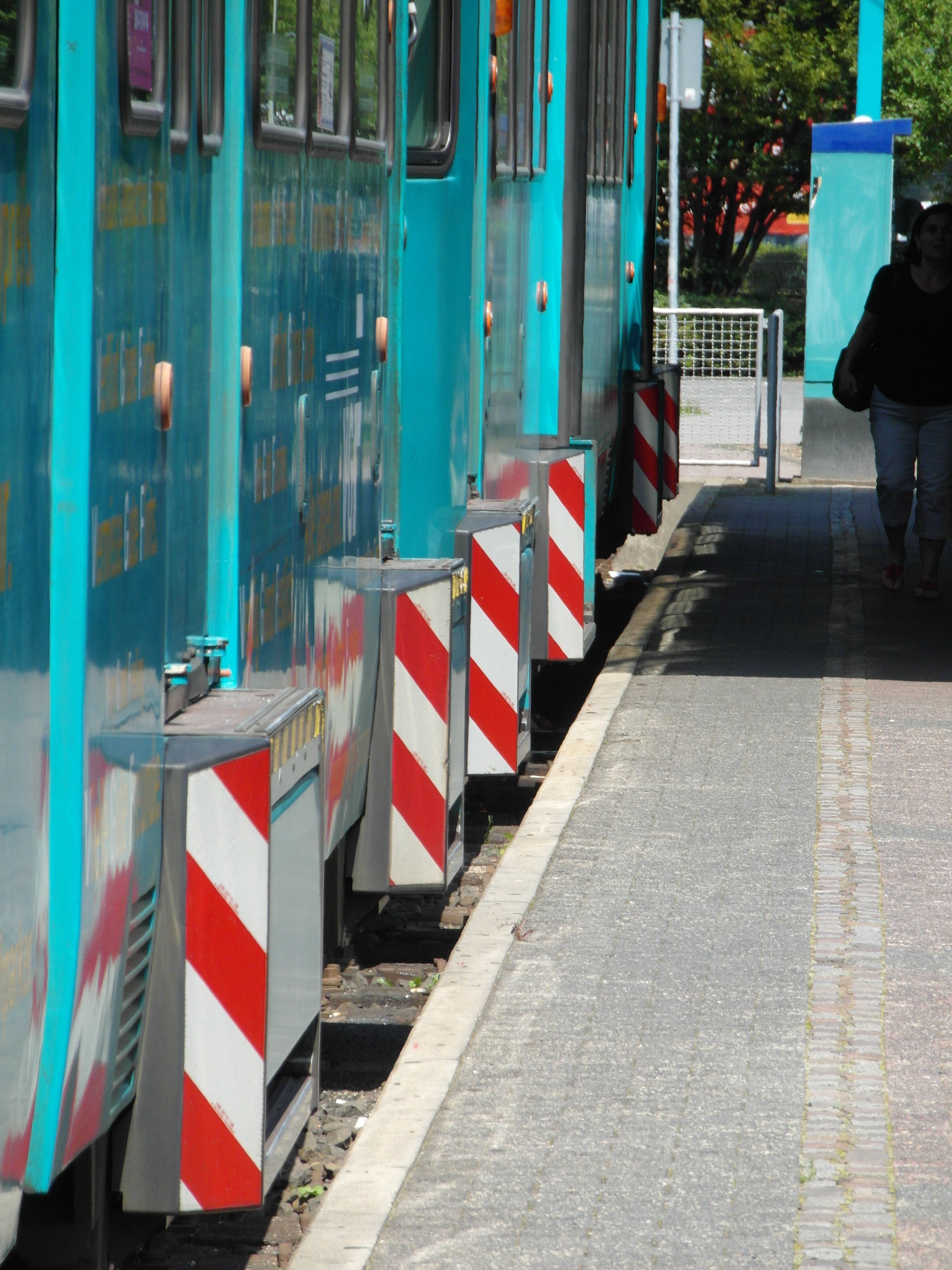
路面電車区間での安全を考慮し大型ステップには紅白のストライプが施されている（Ptb形、2014年撮影）
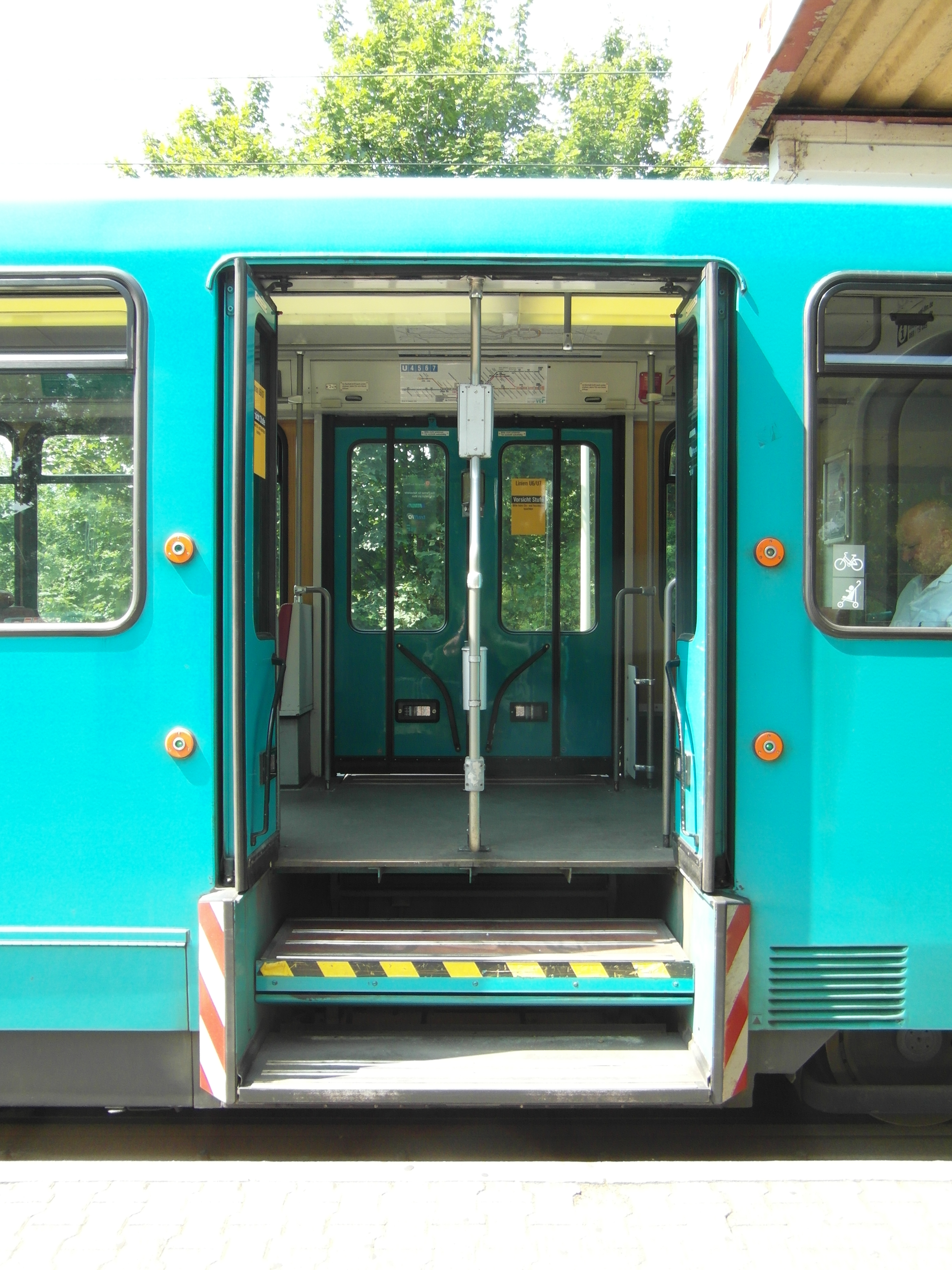
ステップ展開時（Ptb形、2014年撮影）
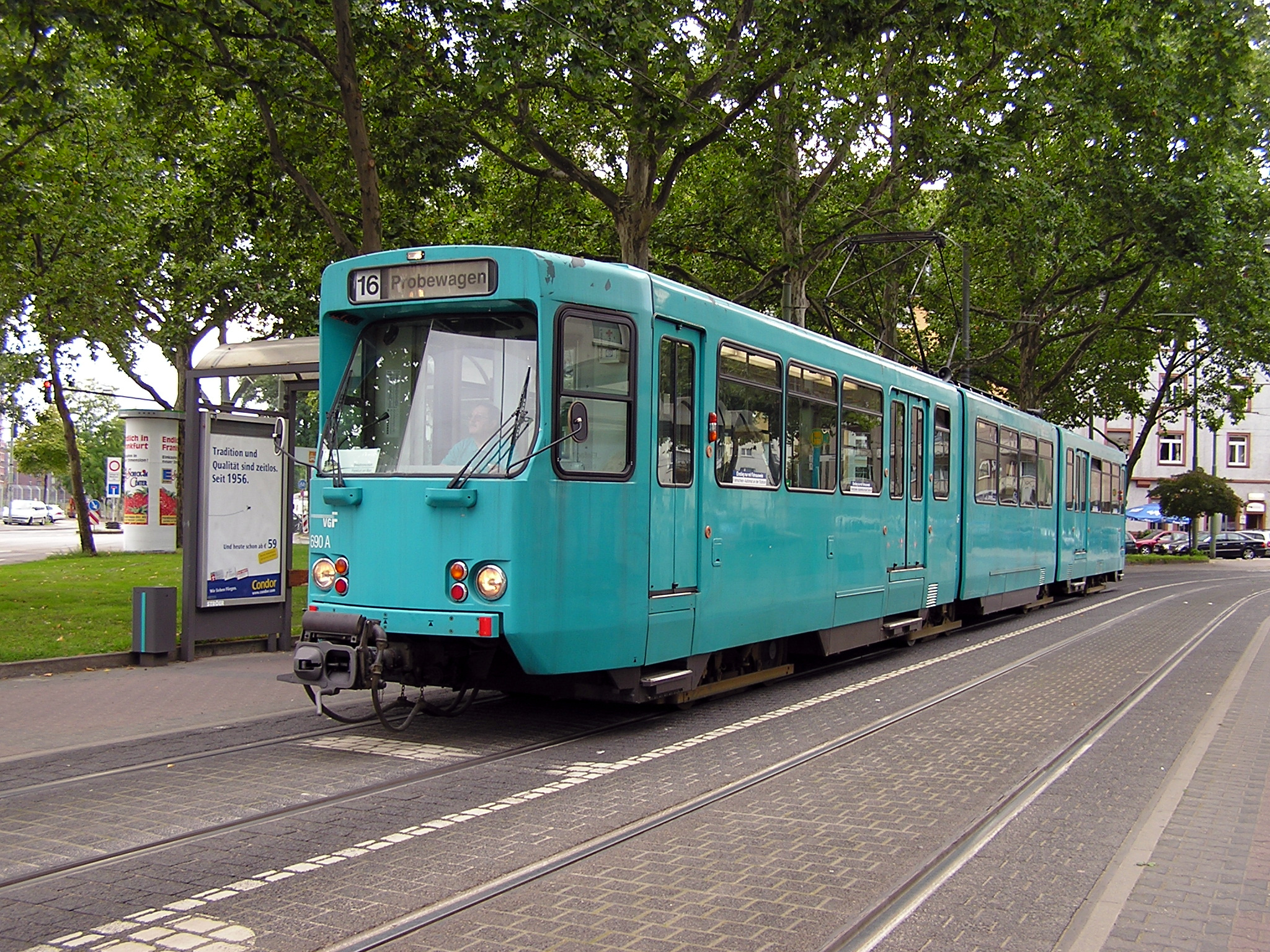
併用軌道を走行するPt形（2008年撮影）

### 廃車・保存
2000年代初頭までフランクフルト市電およびフランクフルト地下鉄で全車が使用されていたPt形およびPtb形であったが、同年代から新型電車の投入により置き換えが始まった。そのうち市電区間で使用されていたPt形については超低床電車（部分超低床電車）のS形の導入により2005年から廃車が始まり、2006年のFIFAワールドカップでの多客輸送を経て2007年3月31日をもって営業運転を終了した。それ以降、多くの車両が解体およびPtb形の部品取り用として残存した一方、後述のようにトルコのガズィアンテプ（ガズィアンテプ・トラム）やポーランドのカトヴィツェ（シレジア・インターアーバン）へ譲渡された車両も存在した。その後、フランクフルト市電の車両不足に伴いPtb形のうち3両（720、727、728）が2013年に大型ステップの除去を受けた事で再度「Pt形」という形式名を持つ車両が登場し、2016年11月まで使用された。
一方、Ptb形については新型車両であるU5形の導入により廃車が進んでいたが、地下鉄の一部駅のプラットホームが低く地下鉄用車両の規格ではバリアフリーに適さなかった事もあり、これらの駅が含まれる系統を始め2016年まで営業運転が継続された。だが、これらのプラットホームの改装工事が行われた事で同年3月29日にいったん営業運転から撤退し、その後一部駅の再整備に伴い設置された臨時系統への投入により一時的に復帰したものの、この運用も10月9日までに終了した。
だが2018年12月以降、一部系統の車両不足を補うため、引退したPt形のうち5両が営業運転に復帰しており、2024年7月時点でも4両が営業運転に用いられている。そのうち2両については2021年に独自のラッピングを施し、車内でCOVID-19ワクチンの接種を実施する「Impf-Express（予防接種エクスプレス）」として運用された。
これら以外に、2020年現在Ptb形からPt形への再改造を受けた車両の一部がVGF交通博物館（Verkehrsmuseums der VGF）の収蔵品として動態保存運転に用いられている他、1両がスノープラウや凍結防止剤散布装置などを備えた事業用車両として残存している。

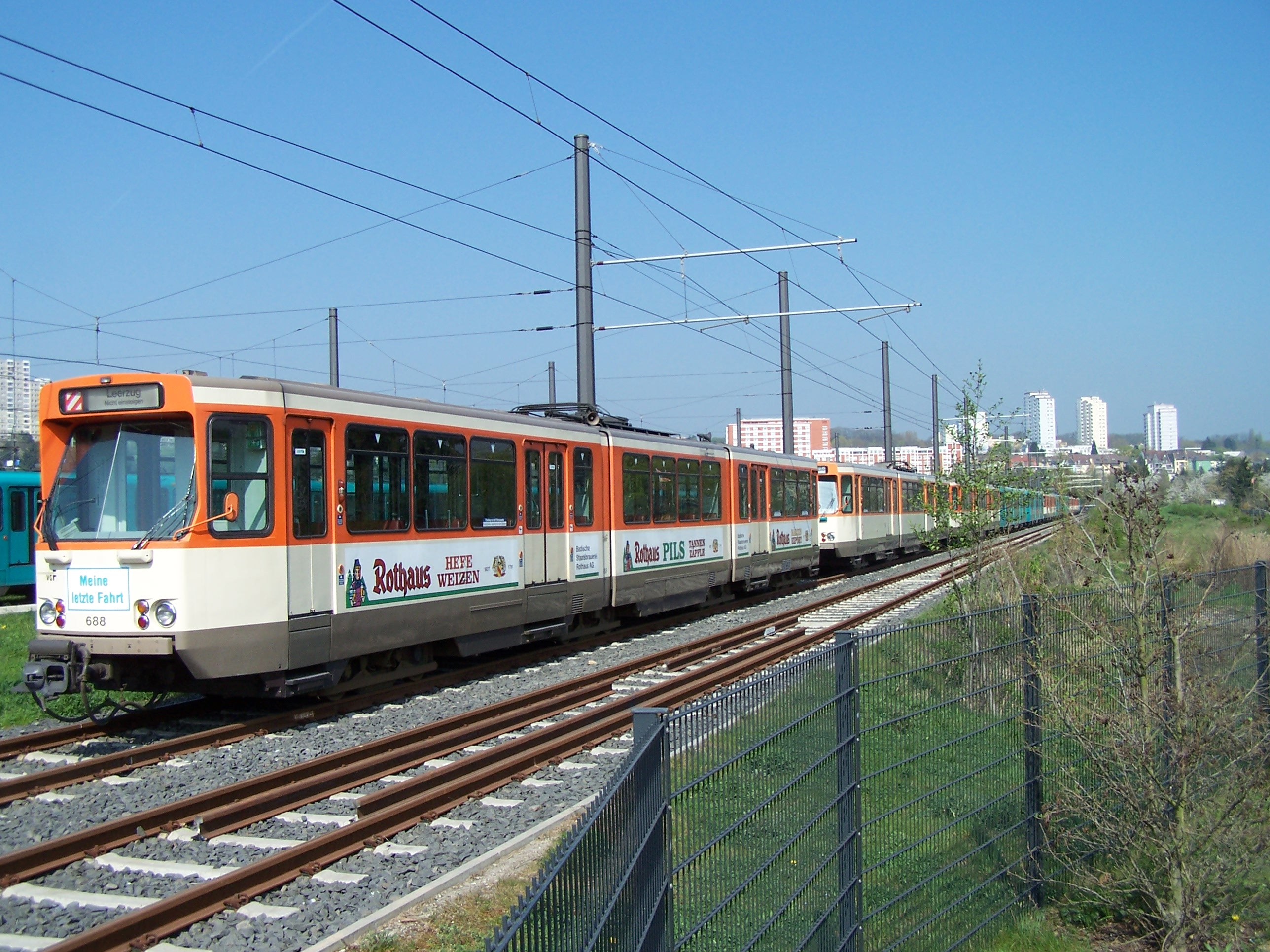
営業運転から離脱し車庫に留置されるPt形（2007年撮影）

## 譲渡

### トルコ：ガズィアンテプ
2011年に開通したトルコ：ガズィアンテプの路面電車であるガズィアンテプ・トラムには、開通に合わせてフランクフルト市電から引退したPt形電車が譲渡されている。導入に際しては50万ユーロを用いてドイツのベルリンで前面形状の変更を始めとした大規模な改造工事を受けている。2010年に15両、2013年に10両が譲渡されており、2020年現在は25両が在籍する。

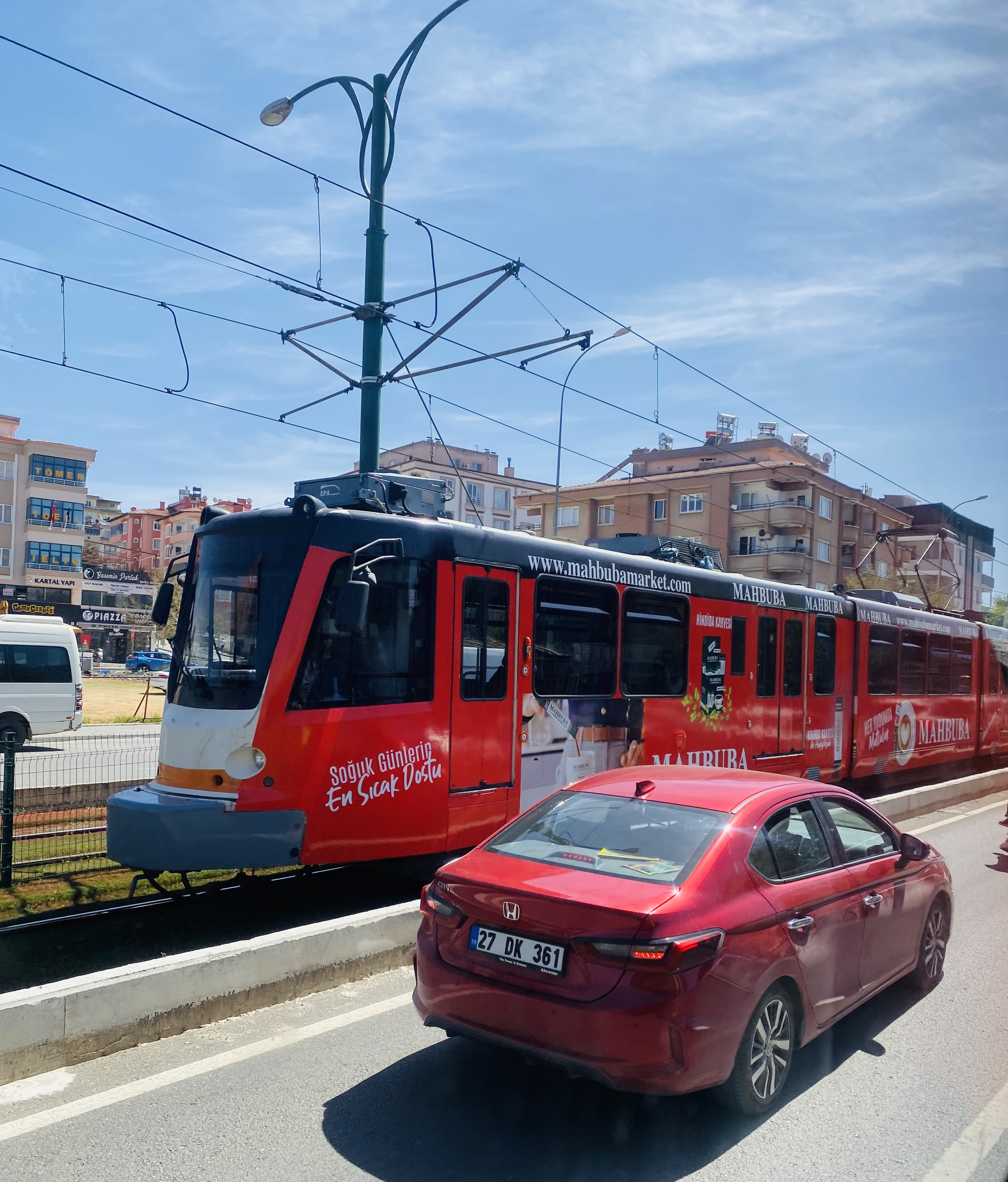
ガズィアンテプに譲渡されたPt形（広告塗装）（2024年撮影）

### ポーランド：カトヴィツェ
2010年、ポーランドのアッパーシレジア地方で路面電車網（シレジア・インターアーバン）を運営するシレジア路面電車会社（Tramwaje Śląskie S.A.）は、フランクフルト市電を運営するフランクフルト市交通公社（VGF）との間にP形を譲渡する契約を交わした。これは一部区間の改修工事によってループ線の使用が不可能となり片運転台車両の使用が困難になった事が理由の1つであり、両運転台や収容量の高さを活かした運用が行われている。また、シレジア・インターアーバンでの運用に際してはポーランドの規格への適合や近代化を目的とした工事も実施され、塗装の変更に加え運転台や制動装置の機器が更新されている。
その後、一部車両については低床部分や乗降扉を有する新造中間車体への交換、制御方式の電機子チョッパ制御への変更、LEDを用いた社内情報案内装置の搭載、前面形状の変更および片運転台化などの近代化工事が実施され、2017年から2021年にかけて営業運転に投入されている。また、これらの車両は形式もPtm形に改められている。2024年時点でPt形が5両、Ptm形が10両在籍しているが、Pt形については改修工事の進行により両運転台車両の需要が減少した事、バリアフリーに適していない事などの事情から同年5月までに営業運転から離脱している。

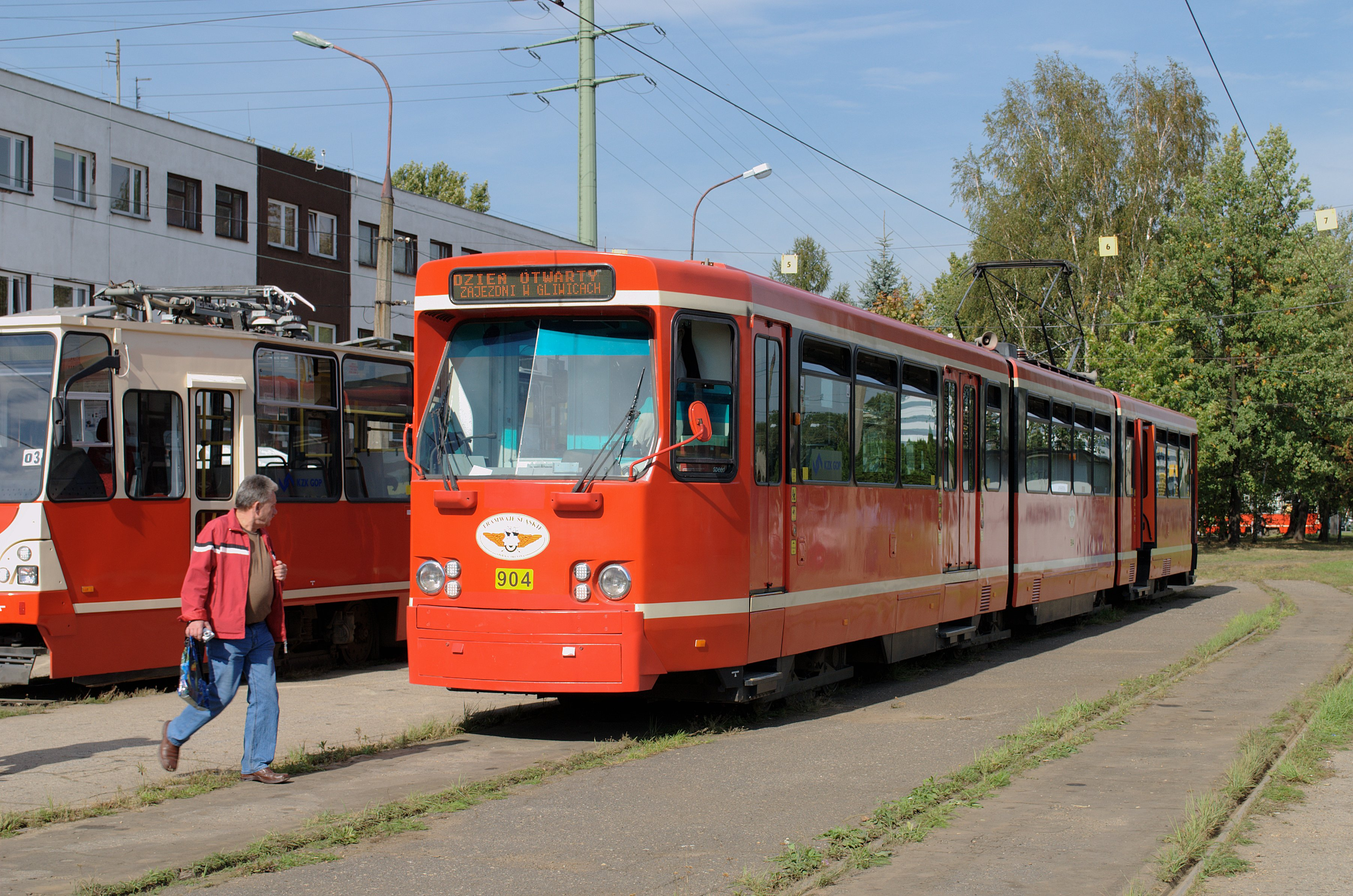
カトヴィツェで使用されていたPt形（2012年撮影）
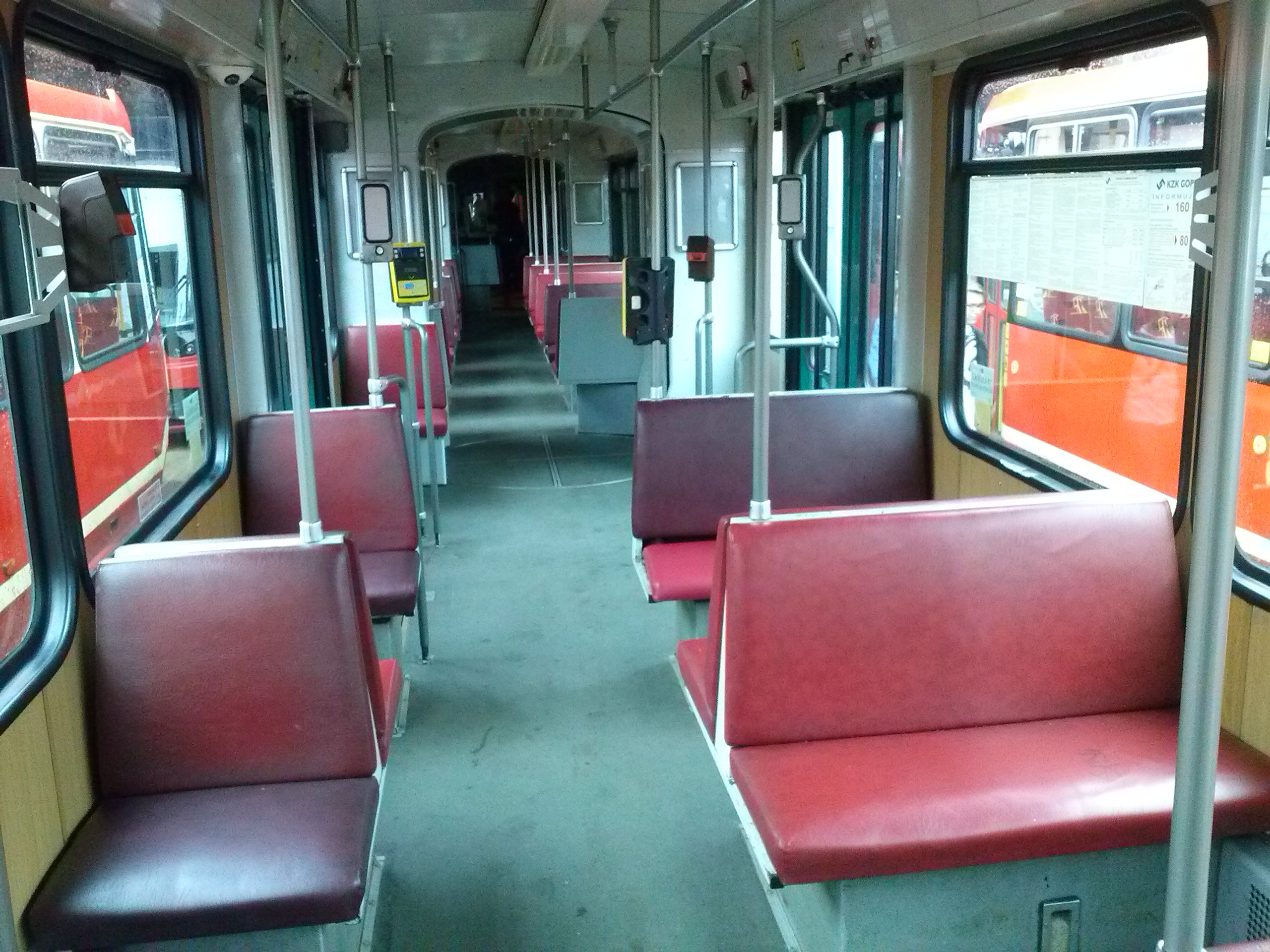
車内（Pt形、2014年撮影）
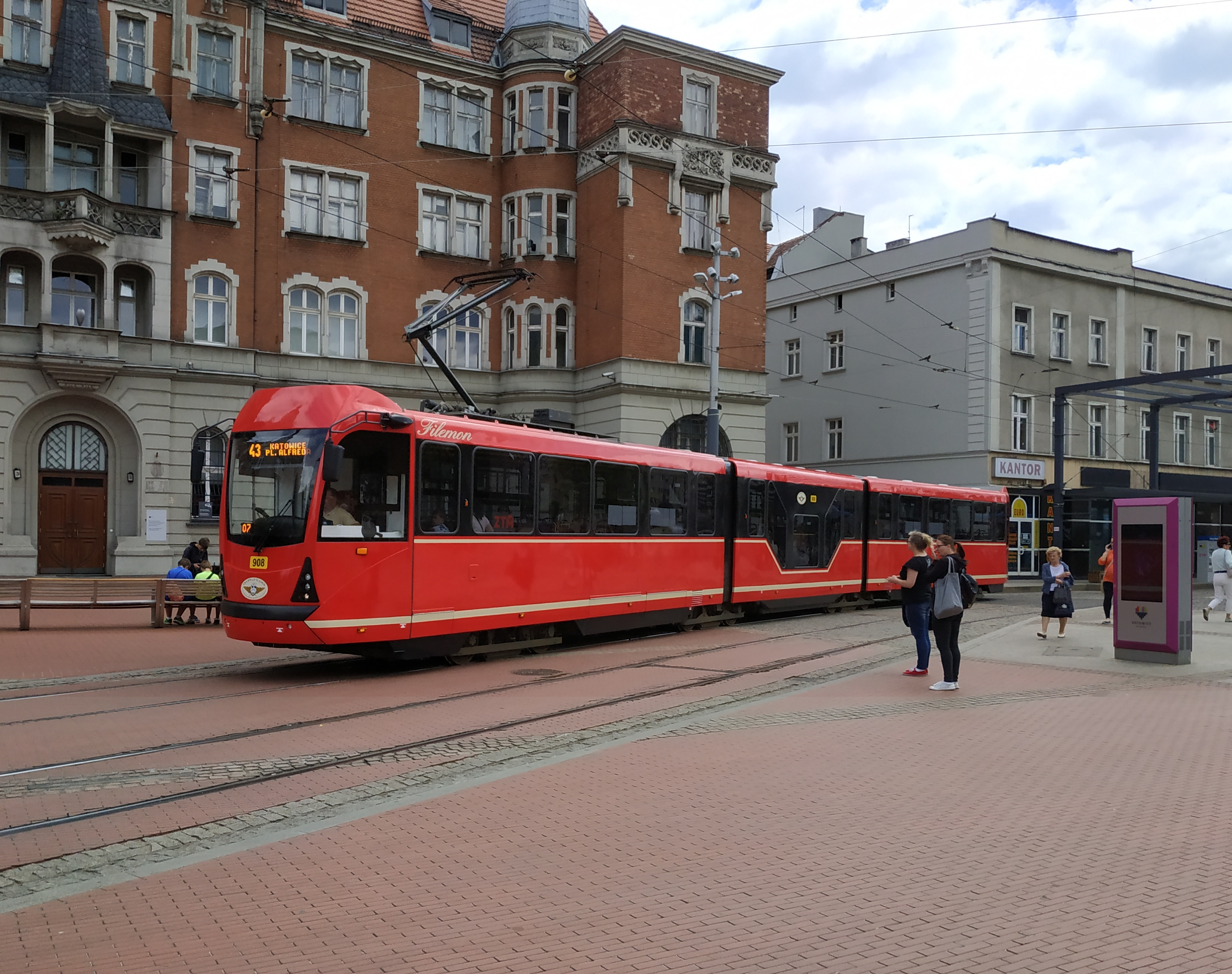
近代化工事を受けたPtM形（2019年撮影）

## その他
フランクフルト市電に在籍する車両は伝統的にアルファベット順（A、B、…）に形式名が付けられているが、「P」の次のアルファベットである「Q」については形状が「O」と混同される可能性がある事から、P形の次に導入された車両については「R形」と言う形式名が付けられている。